# Torresina
Torresina (piemontesisch Torzela) ist eine Gemeinde in der italienischen Provinz Cuneo (CN), Region Piemont.

## Lage und Einwohner
Torresina liegt 54 Straßenkilometer östlich von der Provinzhauptstadt Cuneo entfernt, in der Landschaft Langhe. Der Ort liegt auf einer Höhe von 704 m über dem Meeresspiegel. Das Gemeindegebiet umfasst eine Fläche von 3,82 km² und hat 47 Einwohner (Stand 31. Dezember 2023). 
Die Nachbargemeinden sind Igliano, Murazzano, Paroldo und Roascio.

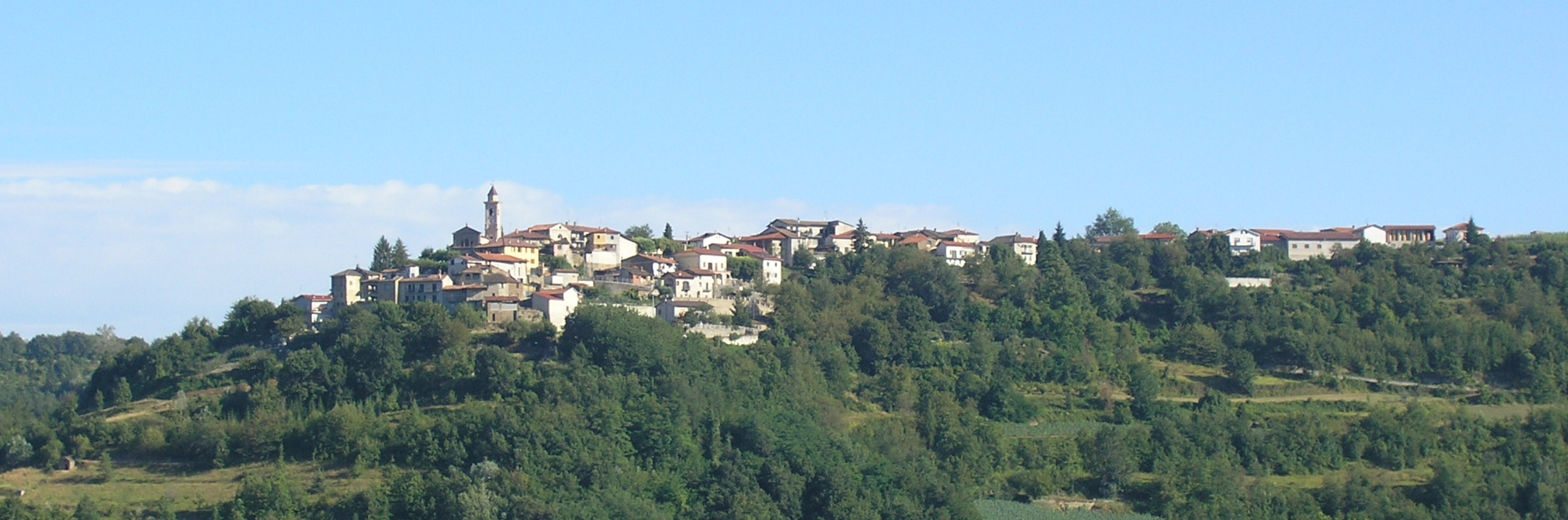
Panorama

## Geschichte
Der Ortsname wird in mittelalterlichen Texten als „Turricella“ und „Turrixella“ zitiert, Verkleinerungsformen von „turris“. Seine Bedeutung ist klar und wird durch das Vorhandensein eines alten Turms gerechtfertigt, der im Zentrum des Hauptdorfes in der Nähe der Kirche stand. Im Jahr 1219 wurde es an die Familie Del Carretto belehnt, unter deren Herrschaft es bis 1694 blieb, dem Jahr, in dem die Herrschaft von Casa Aurelio übernommen wurde. 
Im Jahr 1772 wurde das Lehen in den Rang eines Komitees erhoben. Am 16. April 1797 kam es in Torresina zu Zusammenstößen zwischen den napoleonischen Truppen, die versuchten, den Pedaggera-Hügel einzunehmen, und den piemontesischen Verteidigern. Die von schwerwiegenden Versorgungsproblemen geplagten Franzosen besetzten das Land und unterwarfen es Requirierungen und Kriegssteuern. 
Es gibt keine historisch-architektonischen Zeugnisse von besonderem Wert, mit Ausnahme der Pfarrkirche San Giorgio aus der ersten Hälfte des 18. Jahrhunderts, die kürzlich restauriert wurde. Die vollständig aus Sichtsteinen bestehende Fassade verbindet sich ideal mit einigen schönen Bauernhäusern mit antiken Steindächern, die direkt davor liegen und durch einige enge Gassen getrennt sind. Im Inneren befinden sich ein barocker Altar und ein altes Steinbecken.
Torricella wurde 1829 eine Gemeinde und änderte 1892 seinen Namen in den heutigen Namen Torresina.

## Kulinarische Spezialitäten
In der Umgebung von Torresina wird Weinbau betrieben. Die Beeren der Rebsorten Spätburgunder und/oder Chardonnay dürfen zum Schaumwein Alta Langa verarbeitet werden.